# چکاوک بیشه بنگالی
چکاوک بیشه بنگالی (نام علمی: Mirafra assamica) نام یک گونه از سرده جل‌ها است.